# Священний острів Окіносіма та пов’язані з ним місця в регіоні Мунаката
Священний острів Окіносіма та пов’язані з ним місця в регіоні Мунаката (яп. 「神宿る島」宗像・沖ノ島と関連遺産群), офіційно Священний острів Окіносіма та пов'язані з ним місця в регіоні Мунаката — це група об'єктів на північному заході Кюсю, Японія, внесена до Списку світової спадщини ЮНЕСКО у 2017 році за критеріями ii та iii.

## Фон
У Кодзікі та Ніхон Сьокі йдеться, що три камі Мунаката були дочками Аматерасу, які народилися після того, як богиня сонця споживала гігантські мечі. Окіцу-Мія на острові Окіносіма є частиною синтоїстського храмового комплексу Мунаката Тайся; на острові не було побудовано офіційних святинь; натомість скельні палі або йорісіро були центром для шанування. Понад 80 000 артефактів були ритуально покладені на місце з IV по X століття. Вони були визнані національним надбанням. Вони включають дзеркала та бронзові наконечники з головою дракона з Китаю Вей; золоті каблучки та пастки для коней, подібні до тих, що були знайдені в гробницях Сілла в Кореї; та фрагменти скляної чаші з Сасанідської Персії. Munakata clan (яп. 宗像氏), могутні місцеві правителі, контролювали шлях до континенту та «головували над ритуалами». Вважається, що численні кофуни або кургани в цьому районі є їхнім могильником.

## Місця
| Місце                                                                               | Муніципалітет | Коментарій | Зображення | Координати                                                                    |
| ----------------------------------------------------------------------------------- | ------------- | --- | ---------- | ----------------------------------------------------------------------------- |
| Окіносіма 沖ノ島 Okinoshima                                                         | Мунаката      | Праліс острова є природною пам'яткою, а острів - заповідником дикої природи                                                |            | 34°14′48″ пн. ш. 130°06′15″ сх. д. / 34.24676121° пн. ш. 130.10412967° сх. д. |
| Мунаката-тайся — Окіцу-Мія 宗像神社境内 沖津宮 Munakata Jinja keidai — Okitsumiya   | Мунаката      | На острові Окіносіма; храм Тагорі-хіме (яп. 田心姫神); територія Мунаката Таіся є історичним місцем                        |            | 34°14′29″ пн. ш. 130°06′14″ сх. д. / 34.241448° пн. ш. 130.103853° сх. д.     |
| Мунаката-тайся — Накацу-Мія 宗像神社境内 中津宮 Munakata Jinja keidai — Nakatsumiya | Мунаката      | на острові Осіма; Тагіцу-хіме (яп. 湍津姫神) закріплено                                                                    |            | 33°53′49″ пн. ш. 130°25′56″ сх. д. / 33.896992° пн. ш. 130.432222° сх. д.     |
| Мунаката-тайся — Хецу-Мія 宗像神社境内 辺津宮 Munakata Jinja keidai — Hetsumiya     | Мунаката      | На материку Кюсю; Ічікісіма-хіме (яп. 市杵島姫神) закріплено; ВКП хонден та хайден датуються відповідно 1578 і 1590 роками |            | 33°49′52″ пн. ш. 130°30′52″ сх. д. / 33.831089° пн. ш. 130.514347° сх. д.     |

## Оригінал подання
Наступні місця були включені до початкової номінації, але були виключені з остаточного подання:
| Місце | Муніципалітет | Зображення | Координати                                                                    |
| --- | ------------- | ---------- | ----------------------------------------------------------------------------- |
| Скупчення курганів Цуядзакі — Скупчення курганів Кацуура Такахара 津屋崎古墳群 勝浦高原古墳群 Tsuyazaki kofun-gun — Katsuura Takahara kofun-gun | Фукуцу        |            | 33°50′29″ пн. ш. 130°29′16″ сх. д. / 33.84132612° пн. ш. 130.48766519° сх. д. |
| Скупчення курганів Цуядзакі — Курган Кацуура Міненохата 津屋崎古墳群 勝浦峯ノ畑古墳 Tsuyazaki kofun-gun — Katsuura Minenohata kofun             | Фукуцу        |            | 33°50′15″ пн. ш. 130°29′08″ сх. д. / 33.837556° пн. ш. 130.485628° сх. д.     |
| Скупчення курганів Цуядзакі — Курган Кацуура Іноура 津屋崎古墳群 勝浦井ノ浦古墳 Tsuyazaki kofun-gun — Katsuura Inoura kofun                     | Фукуцу        |            | 33°50′16″ пн. ш. 130°29′10″ сх. д. / 33.837734° пн. ш. 130.486164° сх. д.     |
| Скупчення курганів Цуядзакі — Скупчення курганів Сінбару-Нуяма 津屋崎古墳群 新原・奴山古墳群 Tsuyazaki kofun-gun — Shinbaru-Nuyama kofun-gun    | Фукуцу        |            | 33°48′59″ пн. ш. 130°29′16″ сх. д. / 33.816379° пн. ш. 130.487752° сх. д.     |
| Скупчення курганів Цуядзакі — Курган Юкуе Оцука 津屋崎古墳群 生家大塚古墳 Tsuyazaki kofun-gun — Yukue Ōtsuka kofun                              | Фукуцу        |            | 33°48′38″ пн. ш. 130°29′02″ сх. д. / 33.810657° пн. ш. 130.483868° сх. д.     |
| Скупчення курганів Цуядзакі — Курган Оісі Оканотані 津屋崎古墳群 大石岡ノ谷古墳群 Tsuyazaki kofun-gun — Ōishi Okanotani kofun                   | Фукуцу        |            | 33°48′15″ пн. ш. 130°29′04″ сх. д. / 33.804149° пн. ш. 130.484340° сх. д.     |
| Скупчення курганів Цуядзакі — Курган Судата Камінокучі 津屋崎古墳群 須多田上ノ口古墳 Tsuyazaki kofun-gun — Sudata Kaminokuchi kofun             | Фукуцу        |            | 33°48′11″ пн. ш. 130°29′01″ сх. д. / 33.802936° пн. ш. 130.483503° сх. д.     |
| Скупчення курганів Цуядзакі — Курган Судата Амафуріджіня 津屋崎古墳群 須多田天降天神社古墳 Tsuyazaki kofun-gun — Sudata Amafurijinja kofun      | Фукуцу        |            | 33°48′12″ пн. ш. 130°28′54″ сх. д. / 33.803453° пн. ш. 130.481787° сх. д.     |
| Скупчення курганів Цуядзакі — Курган Судата Сімонокуті 津屋崎古墳群 須多田下ノ口古墳 Tsuyazaki kofun-gun — Sudata Shimonokuchi kofun            | Фукуцу        |            | 33°48′10″ пн. ш. 130°28′54″ сх. д. / 33.802687° пн. ш. 130.481744° сх. д.     |
| Скупчення курганів Цуядзакі — Курган Судата Місоцука 津屋崎古墳群 須多田ミソ塚古墳 Tsuyazaki kofun-gun — Sudata Misotsuka kofun                 | Фукуцу        |            | 33°48′09″ пн. ш. 130°28′50″ сх. д. / 33.802526° пн. ш. 130.480435° сх. д.     |
| Скупчення курганів Цуядзакі — Курган Судата Нітацука 津屋崎古墳群 須多田ニタ塚古墳 Tsuyazaki kofun-gun — Sudata Nitatsuka kofun                 | Фукуцу        |            | 33°48′16″ пн. ш. 130°28′42″ сх. д. / 33.804398° пн. ш. 130.478396° сх. д.     |
| Скупчення курганів Цуядзакі — Курган Араджі Цуругізука 津屋崎古墳群 在自剣塚古墳 Tsuyazaki kofun-gun — Araji Tsurugizuka kofun                  | Фукуцу        |            | 33°47′47″ пн. ш. 130°29′10″ сх. д. / 33.796303° пн. ш. 130.486228° сх. д.     |
| Скупчення курганів Цуядзакі — Курган Міядзідаке 津屋崎古墳群 宮地嶽古墳 Tsuyazaki kofun-gun — Miyajidake kofun                                  | Фукуцу        |            | 33°46′50″ пн. ш. 130°29′18″ сх. д. / 33.780645° пн. ш. 130.488428° сх. д.     |
| Скупчення курганів Цуядзакі — Курган Міядзі Іденокамі 津屋崎古墳群 宮司井手ノ上古墳 Tsuyazaki kofun-gun — Miyaji Idenokami kofun                | Фукуцу        |            | 33°46′43″ пн. ш. 130°29′21″ сх. д. / 33.778657° пн. ш. 130.489275° сх. д.     |
| Скупчення курганів Цуядзакі — Курган Тебіка Намікіріфудо 津屋崎古墳群 手光波切不動古墳 Tsuyazaki kofun-gun — Tebika Namikirifudō kofun          | Фукуцу        |            | 33°46′18″ пн. ш. 130°29′59″ сх. д. / 33.771745° пн. ш. 130.499725° сх. д.     |
| Скупчення курганів Цуядзакі — Скупчення курганів Тебіка Юноура 津屋崎古墳群 手光湯ノ浦古墳群 Tsuyazaki kofun-gun — Tebika Yunoura kofun         | Фукуцу        |            | 33°46′43″ пн. ш. 130°29′31″ сх. д. / 33.778532° пн. ш. 130.491958° сх. д.     |
| Курган Сакуракьо 桜京古墳 Sakurakyō kofun | Мунаката      |            | 33°50′38″ пн. ш. 130°29′43″ сх. д. / 33.84389006° пн. ш. 130.4953238° сх. д.  |
| Курган Тоґо Такацука 東郷高塚古墳 Tōgō Takatsuka kofun                                                                                          | Мунаката      |            | 33°47′56″ пн. ш. 130°32′26″ сх. д. / 33.798889° пн. ш. 130.540688° сх. д.     |